# هيكتور ألتيريو
هيكتور بنيامين ألتيريو أونوراتو (بالإسبانية: Héctor Alterio)‏ (21 سبتمر 1929 في بيونس آيرس) هو ممثل مسرحي، تلفزيوني وسينمائي ذاع صيته في كل من الأرجنتين وإسبانيا.

## سيرته
بدأ هيكتور مسيرته في المسرح منذ 1948 بمسرحيته الأولى ضمن مدرسة الدراما، بعدها أنشأ شركته الخاصة باسم المسرح الجديد (بالإسبانية: Nuevo Teatro)‏ سنة 1950، حيث عمل فيها حتى 1968 عندما عرف المسرح الأرجنتيني تغيرات جذرية خلال عقد 1960.
عمل هيكتور أيضا في السينما الأرجنتينية، ظهوره الأول كان في فيلم مرارة الشمس (بالإسبانية: Todo sol es amargo)‏ سنة 1965، ثم عرفت السينما مشاركته في معظم الأعمال السينمائية خلال عقد 1970 بما فيه فيلم ثورة باتاغونيا (بالإسبانية: La Patagonia rebelde)‏ الذي ترشح لجائزة الدب الفضي ضمن الدورة 24 لمهرجان برلين السينمائي الدولي سنة 1974.
سنة 1975 في إسبانيا، توصل هيكتور تهديد بالقتل من طرف التحالف الأرجنتيني ضد الشيوعية في حالة عودته إلى الأرجنتين.
بعد عودة الديموقراطية في البلاد في 1984، عاد هيكتور للسينما من بوابة الإنتاج الفني.
في 2004 فاز بجوائز جويا تقديرا لمسيرته في مجال السينما.

## أفلامه المرشحة للأوسكار
ترشحت 5 أفلام لجائزة الأوسكار لأفضل فيلم بلغة أجنبية:
- الهدنة (1974) بالإنجليزية
- العش (1980) بالإنجليزية
- كاميلا (1984) بالإنجليزية
- القصة الحقيقية (1985) بالإنجليزية
- ابن العروس (2001) بالإنجليزية

الأفلام الأربعة الأوائل ترشحو أيضا لجائزة الأوسكار لأفضل كتابة سيناريو أصلي ضمن حفل توزيع جوائز الأوسكار الثامن والخمسون.